# Urgente (álbum)
Urgente es el octavo álbum de la banda argentina Super Ratones. Fue publicado en julio de 2003 y retrata el momento más exitoso del grupo, tras la explosión desatada por "Mancha registrada". 
Compuesto en medio de las giras por Europa y Estados Unidos, fue producido por Juanchi Baleirón y contiene trece temas, cuyo corte difusión fue "Sube y baja".
En 2005 se relanzó el álbum con dos bonus tracks (versiones de "Runnin' Down A Dream" de Tom Petty y "'Till I Die" de los Beach Boys) y un DVD con diez videoclips y el concierto completo del Quilmes Rock de 2003.

## Historia
"Urgente" fue registrado entre marzo y abril de 2003 en los estudios El Santito y Alegría De Vivir, con Sebastián Perkal como técnico de grabación, Juanchi Baleirón en la producción artística y Lisandro Ruíz en la producción general. La mezcla estuvo a cargo de Eduardo Bergallo y Sebastián Perkal en estudios Panda, y la masterización corrió por cuenta de Eduardo Bergallo en Mr. Master. 
El disco contó con músicos invitados como Juanchi Baleirón (Los Pericos), Miguel Ángel Tallarita, Eduardo Schmidt (Árbol), Diego Lipsky y algunos integrantes de La Mosca.
Agustín Insausti aparece por primera vez como integrante estable de la banda. Colaboró con los teclados ya mucho más afirmado y seguro a la hora de poner el solo en "Entre la luna y el sol", los pianos de "Nunca me fui", varios Hammonds y cantidad de otros sonidos.

"La grabación fue mas intensa que en los discos anteriores, solo se tardo un mes de tiempo neto. La idea era no necesitar tanta regrabación, así que debimos optimizar los arreglos de cada instrumento y poner énfasis en las tomas originales. Desde mi punto de vista hay un crecimiento individual de cada uno como instrumentista. También en lo vocal trabajamos mas en la expresión de las voces solistas y tal vez no le dedicamos tanto a lo coral aunque existen buenos momentos de armonía".
Fernando Blanco

Las canciones de "Urgente" fueron seleccionadas de entre un total de 50, que fueron compuestas en medio de las giras por Europa y Estados Unidos. Como su título lo indica, es un disco directo, con muchas canciones cortas y con una fuerte presencia de la guitarra. Se evidencia la influencia del garage rock que había recobrado auge a comienzos de esa década con grupos como The Hives, The Strokes y The Vines.

"Después de la psicodelia y entre medio de tanta gira sobrevino la urgencia de rockear un poco. A medida que se fueron sucediendo los demos nos fuimos dando cuenta que la cosa venia directa y garagera. Temas como 'Acción!', 'Pararme solo' y 'Sube y baja' salieron con las guitarras bien al frente y riffs muy marcados. En una línea mas pop, 'Camouflagge' y 'Sólo por hoy' mantienen la intensidad y contrapuntean bien con 'Carne picada' que con sólo las dos guitarras, el bajo y la batería nos remite al rock más básico. Por supuesto, el disco se enriquece con otras tesituras como los toques griegos de 'Dice', los aires balcánicos de 'Polka miseria' o la muy The Who 'La autopista del sur'. No falta un tributo a George Harrison, referente ineludible, en 'Entre la luna y el sol', canción que compusimos el mismo día de la muerte del guitarrista".
Fernando Blanco

En cuanto a las letras, “Carne picada” hace alusión a los reality shows que comenzaban a pulular por la televisión mundial (con "Gran Hermano" a la cabeza) y “La autopista del sur” está inspirada en el cuento homónimo de Julio Cortázar, aunque con referencias a la realidad política argentina de aquel momento. “De repente se mueve un poco, parece avanzar, pero no hay muchas ilusiones y se empieza a enfriar”, dice parte de la letra. 
“Urgente” resultó un disco homogéneo en sonido y arte visual donde está concatenado el arte de tapa con la música, los videos posteriores y la escena en los conciertos. 

## Lista de canciones
| N.º | Título                                     | Autores y compositores                 | Duración |
| --- | ------------------------------------------ | -------------------------------------- | -------- |
| 1.  | Pararme Solo                               | Blanco / Properzi                      | 2.40     |
| 2.. | Dice                                       | Blanco / Properzi                      | 1.40     |
| 3.  | Sube Y Baja                                | Blanco / Properzi                      | 2.44     |
| 4.  | Acción                                     | Blanco / Properzi                      | 2.23     |
| 5.  | Sólo Por Hoy                               | Barassi                                | 2.31     |
| 6.  | La Autopista Del Sur                       | Blanco / Properzi                      | 3.13     |
| 7.  | Camouflagge                                | Blanco / Properzi                      | 3.34     |
| 8.  | Entre la Luna y El Sol                     | Blanco / Properzi                      | 2.38     |
| 9.  | Viajó Para Olvidar                         | Barassi                                | 3.38     |
| 10. | Polka Miseria                              | Blanco / Properzi                      | 2.29     |
| 11. | ¿A Quién?                                  | Blanco / Properzi                      | 2.37     |
| 12. | Carne Picada                               | Blanco / Properzi                      | 2.35     |
| 13. | Nunca Me Fui                               | Blanco / Properzi                      | 3.46     |
| 14. | El Sueño Que Viví (Runnin' Down A Dream) * | Tom Petty / Jeff Lynne / Mike Campbell | 4.19     |
| 15. | Hasta Morir ('Till I Die) *                | Brian Wilson                           | 2.31     |

- bonus tracks aparecidos en la reedición de 2005.

## Músicos
- Fernando Blanco - bajo, voz.
- Mario Barassi - guitarra, voz.
- José Luis Properzi - batería, voz.
- Oscar Granieri - guitarra, slide, voz.
- Agustín Insausti - teclados.

## Músicos invitados
- Juanchi Baleirón - guitarra y edición de audio.
- Mariano Balcarce - percusión.
- Pablo "Chivia" Tisera - trompeta en "Sube y baja" y "Camouflagge".
- Raúl Mendoza - trompeta en "Sube y baja" y "Camouflagge".
- Miguel Ángel Tallarita - trompeta en "Sube y baja" y "Camouflagge".
- Julio Clark - saxo en "Sube y baja" y "Camouflagge".
- Marcelo Lutri - trombón en "Sube y baja" y "Camouflagge".
- Martín Laurino - trombón en "Sube y baja" y "Camouflagge".
- Diego Lipsky - acordeón en "Polka miseria" y "Dice".
- Eduardo Schmidt - violín en "Polka miseria" y "Dice".